# Fond du Sac
Fond du Sac är en ort i Mauritius.   Den ligger i distriktet Pamplemousses, i den nordvästra delen av landet, 16 km nordost om huvudstaden Port Louis. Fond du Sac ligger 50 meter över havet och antalet invånare är 5 796. Den ligger på ön Mauritius.
Terrängen runt Fond du Sac är platt. Havet är nära Fond du Sac åt nordväst. Runt Fond du Sac är det tätbefolkat, med 913 invånare per kvadratkilometer. Närmaste större samhälle är Port Louis, 15,6 km sydväst om Fond du Sac. Omgivningarna runt Fond du Sac är en mosaik av jordbruksmark och naturlig växtlighet.